# Schalung (Beton)
Die Schalung ist die Gussform, in die Frischbeton zur Herstellung von Betonbauteilen eingebracht wird. Nach dem Erhärten des Betons wird sie im Regelfall entfernt. Die Schalung ist die entsprechende Hohlform zum Betonbauteil. Die Geometrie der Schalung wird im Schalplan, die Konstruktion im Schalungsplan dargestellt. Dabei hat Schalung als solches entsprechend DIN EN 12812 ausschließlich formgebenden Charakter. Tragende Elemente auch bei industriell vorgefertigten Teilen sind im Sinne der Norm Traggerüste. Durch den Begriff Schalung werden nur flächige Verkleidungen der tragenden Konstruktion (Traggerüst) erfasst.
Schalungen müssen die Anforderungen an Formgebung, Oberflächenbeschaffenheit, Ebenheit usw. erfüllen. Ihre Unterkonstruktionen (Traggerüst) müssen einerseits standsicher sein, um die Frischbetonlasten (vertikal und horizontal) abtragen zu können und andererseits ausreichend steif, um hohe Maßgenauigkeit und keine unerwünschten Verformungen zu erhalten. Die Oberflächenausbildung des Betonbauteils wird durch die Struktur der Schalhaut bestimmt. Moderne industriell vorgefertigte Bauhilfskonstruktionen bestehen demnach aus Schalung (Schalhaut) und deren Unterkonstruktion (Traggerüst). Das spiegelt sich u. a. darin wider, dass diese Konstruktionen entsprechend dem Technischen Regelwerk zu bemessen sind.

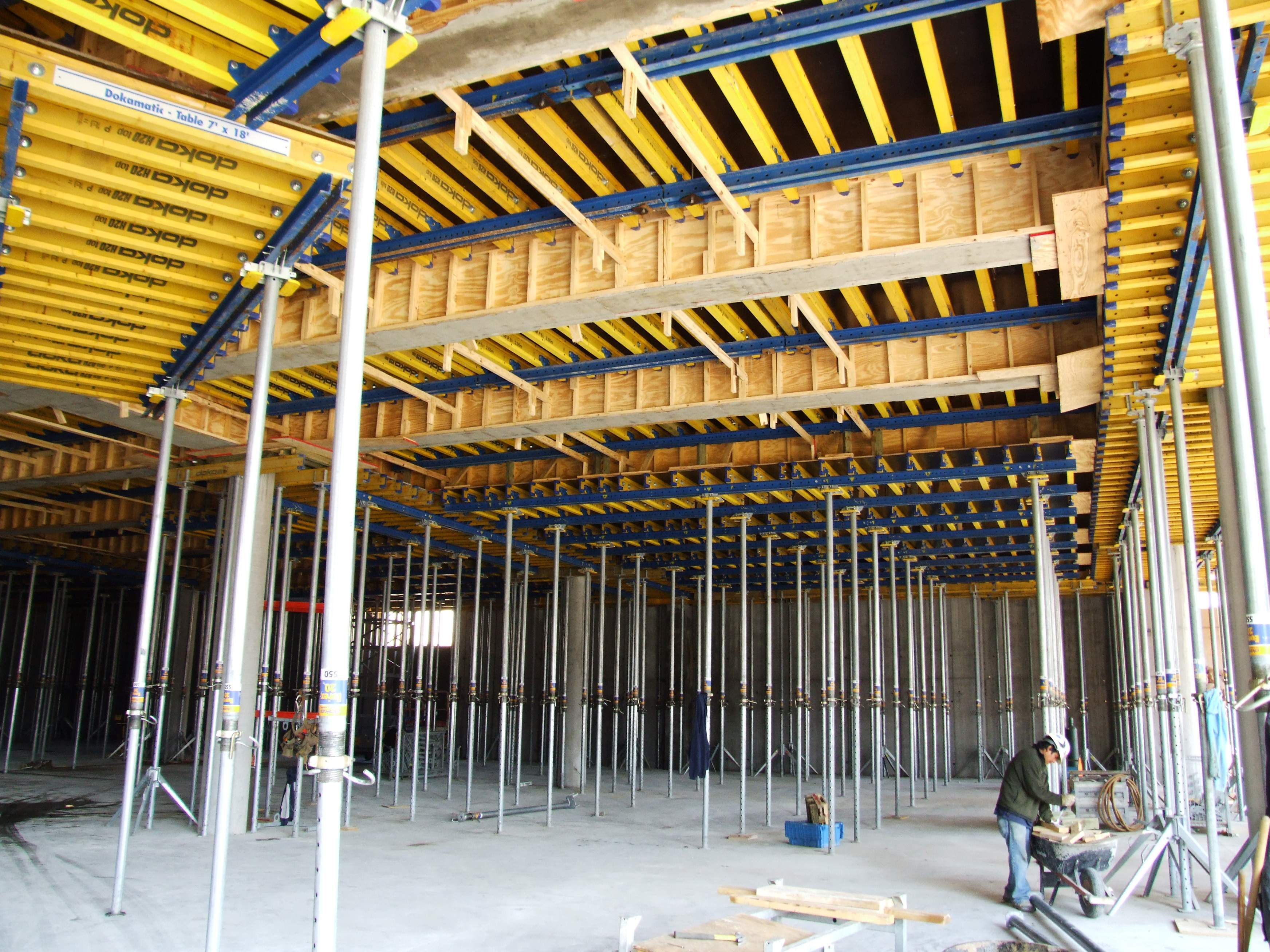
Aufwendige Schalung und Abstützung einer Ortbetonkonstruktion

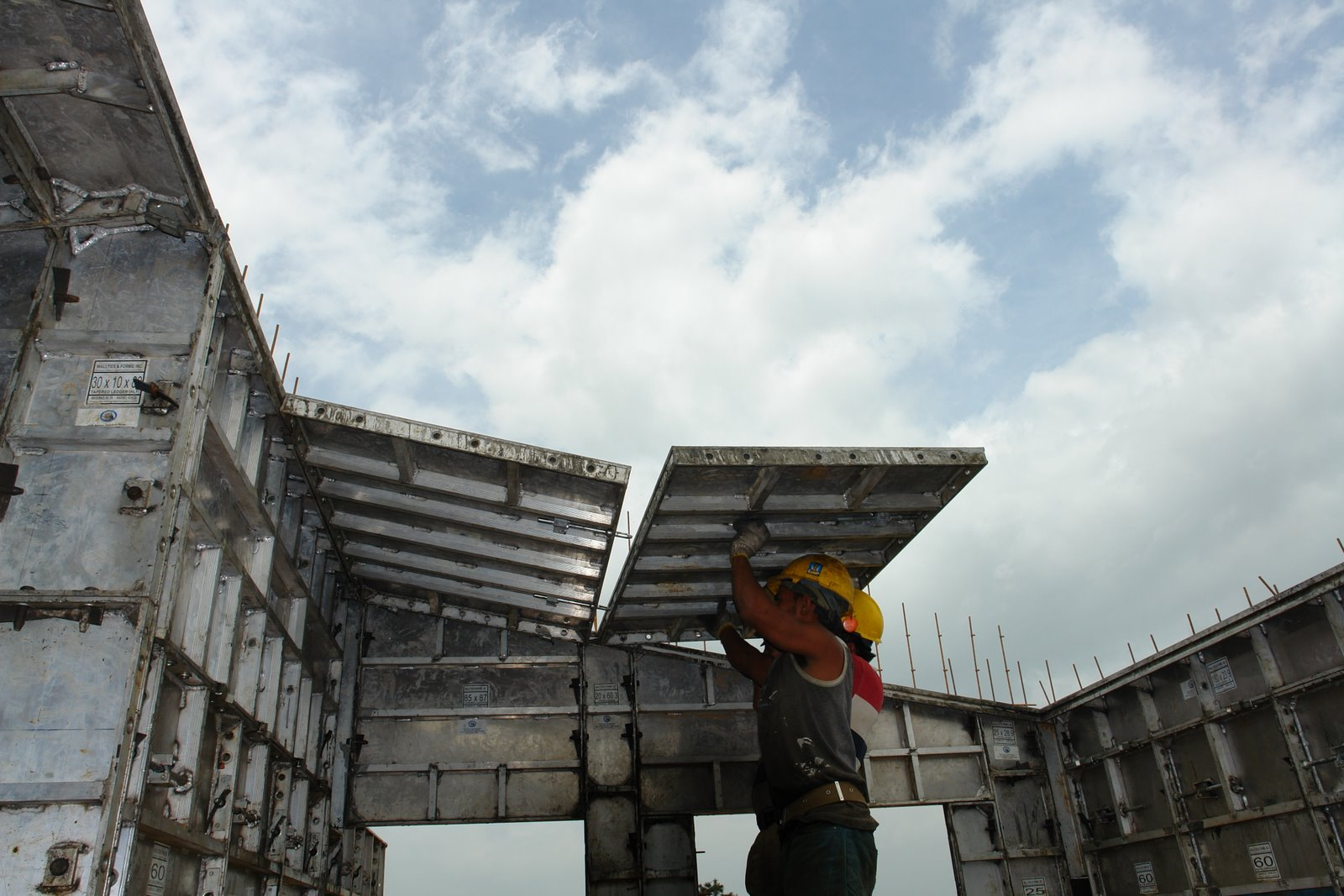
Montage von Schalelementen aus Aluminium für Betonwände und -decken

## Systeme
Bei den Schalungssystemen handelt es sich um Bauhilfsmittel, die sowohl aus Schalung, als auch aus Traggerüst bestehen. Unter Berücksichtigung des tatsächlich entscheidenden Punktes der Standsicherheit, handelt es sich auch bei den umgangssprachlich bezeichneten Schalungen um Traggerüste, welche die Anforderungen der einschlägigen technischen Regelwerke erfüllen müssen. Gebräuchlich sind unter anderem feste Bauhilfskonstruktionen (Schalungen oder Standschalungen), wie sie z. B. bei Decken, Wänden und Stützen eingesetzt werden. Daneben werden bewegliche Spezialschalungssysteme verwendet, zu denen die Kletter- und Gleitschalungen gehören. Solche benutzt man insbesondere bei der Konstruktion von vertikalen Bauelementen wie z. B. Wänden und Schächten.
Nach dem Einschalen, Bewehren und Betonieren folgt im Regelfall das Ausschalen, sofern keine „verlorene Schalung“ eingesetzt wird. Das Ausschalen erfolgt nach einer bestimmten Zeit (Ausschalfrist), die von der Lage der Schalung, der Temperatur, der Betonsorte und der Belastung abhängt.
So werden die Seitenschalungen beim Betonieren einer Straße nach zirka fünf Minuten weggezogen. Die Stützen unter ausgeschalten Decken müssen dagegen bis zu 28 Tage stehen bleiben (bei Temperaturen unter 5 °C entsprechend länger).
Die Standsicherheit der Konstruktionen ist in jeder Bauphase zu gewährleisten. Daneben sind auch die Anforderungen an die Gebrauchstauglichkeit einzuhalten, wobei insbesondere das Verformungsverhalten zur Einhaltung zulässiger Bautoleranzen von Interesse ist.
Bei der Bemessung dieser Bauhilfskonstruktionen, bestehend aus Schalung und Traggerüst, sind verschiedene Lasteinwirkungen (wie z. B. Eigengewicht, Frischbetondruck, Windlasten und Einwirkungen aus Imperfektion der Konstruktion) zu berücksichtigen (vgl. DIN EN 12812 oder ACI 347-04).

## Arten von Schalung

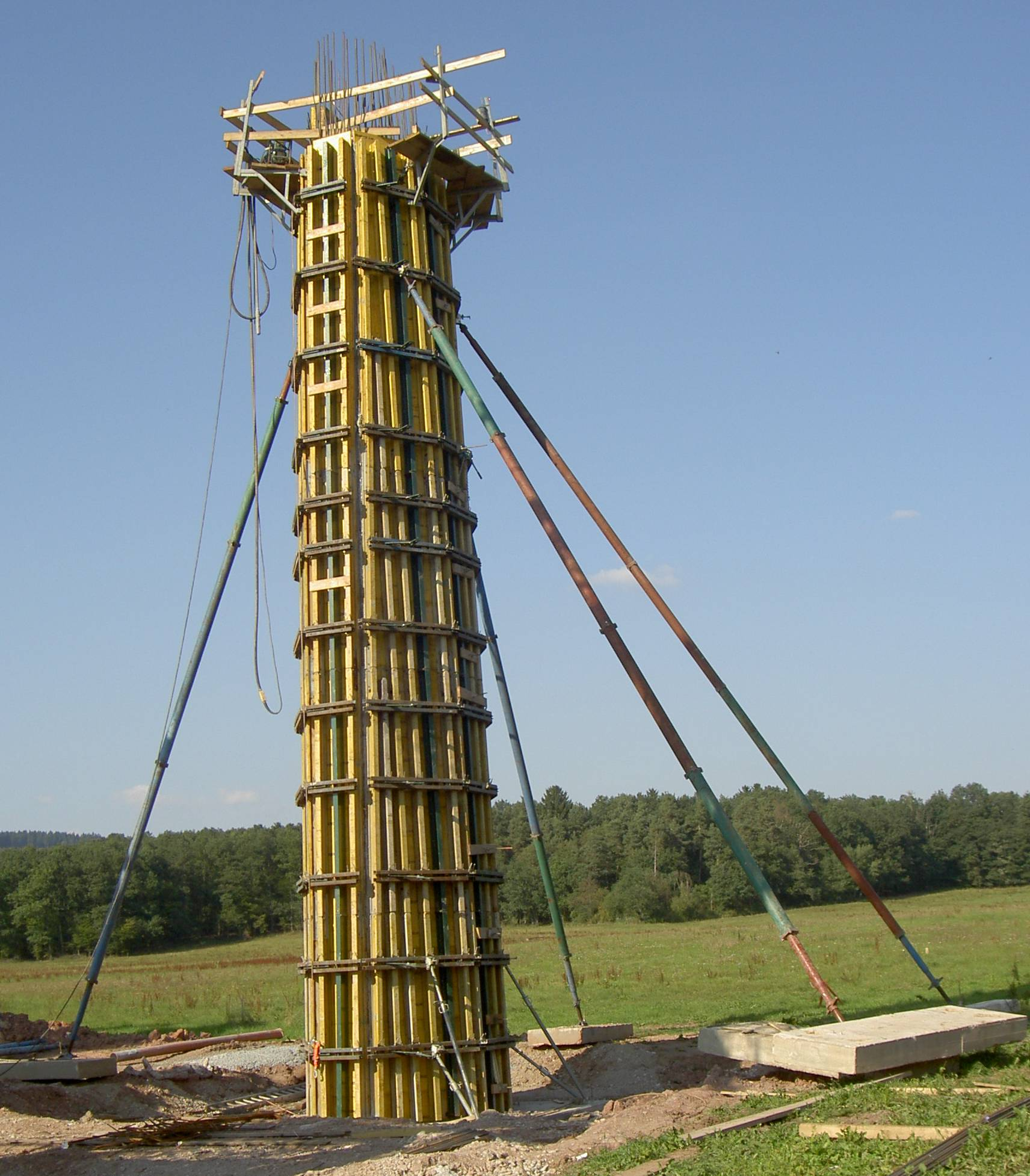
Brückenpfeiler mit Bauhilfskonstruktion aus Traggerüst und Schalhaut
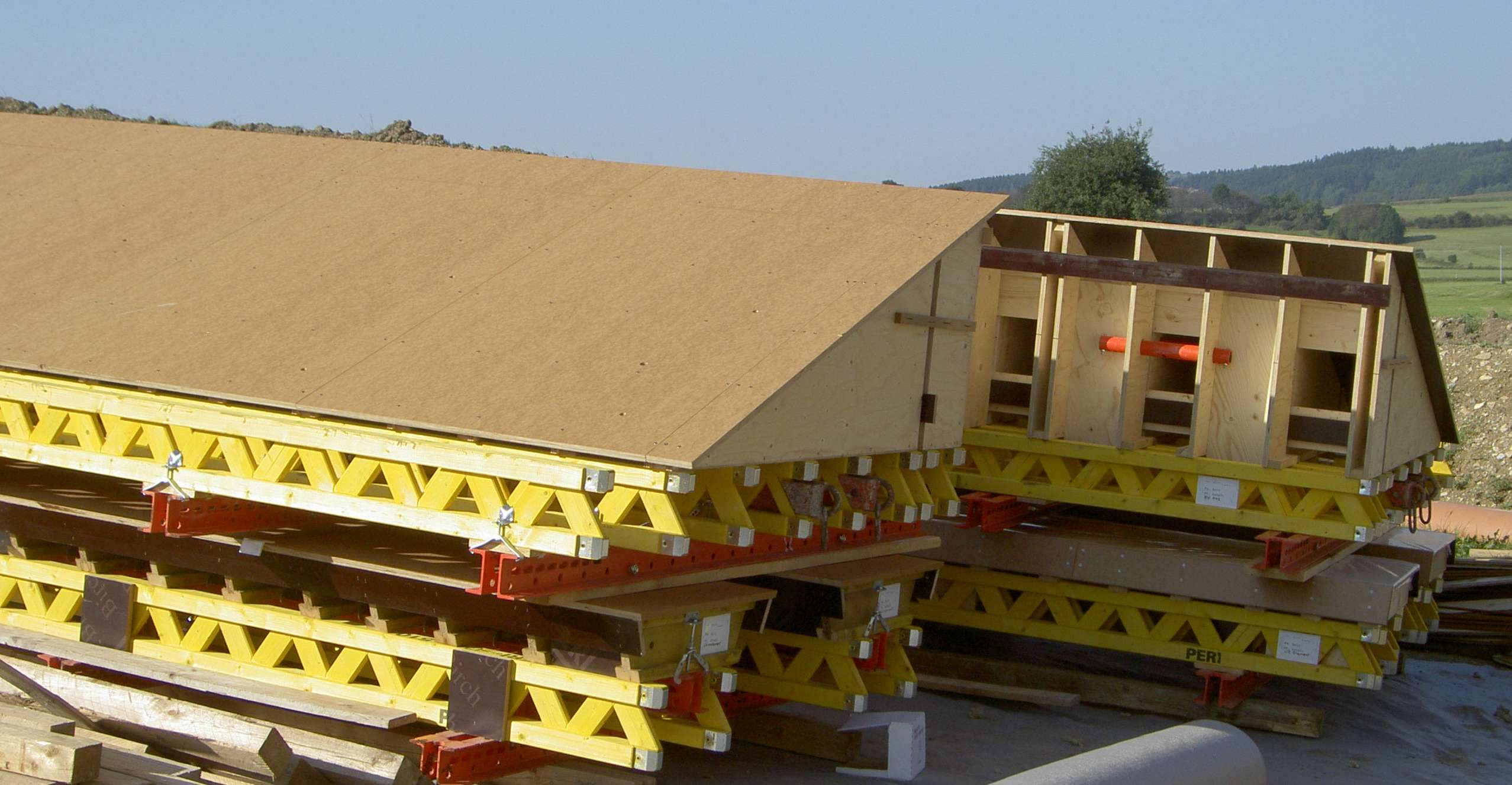
Tragkonstruktion und Schalhaut eines Brückenpfeilers
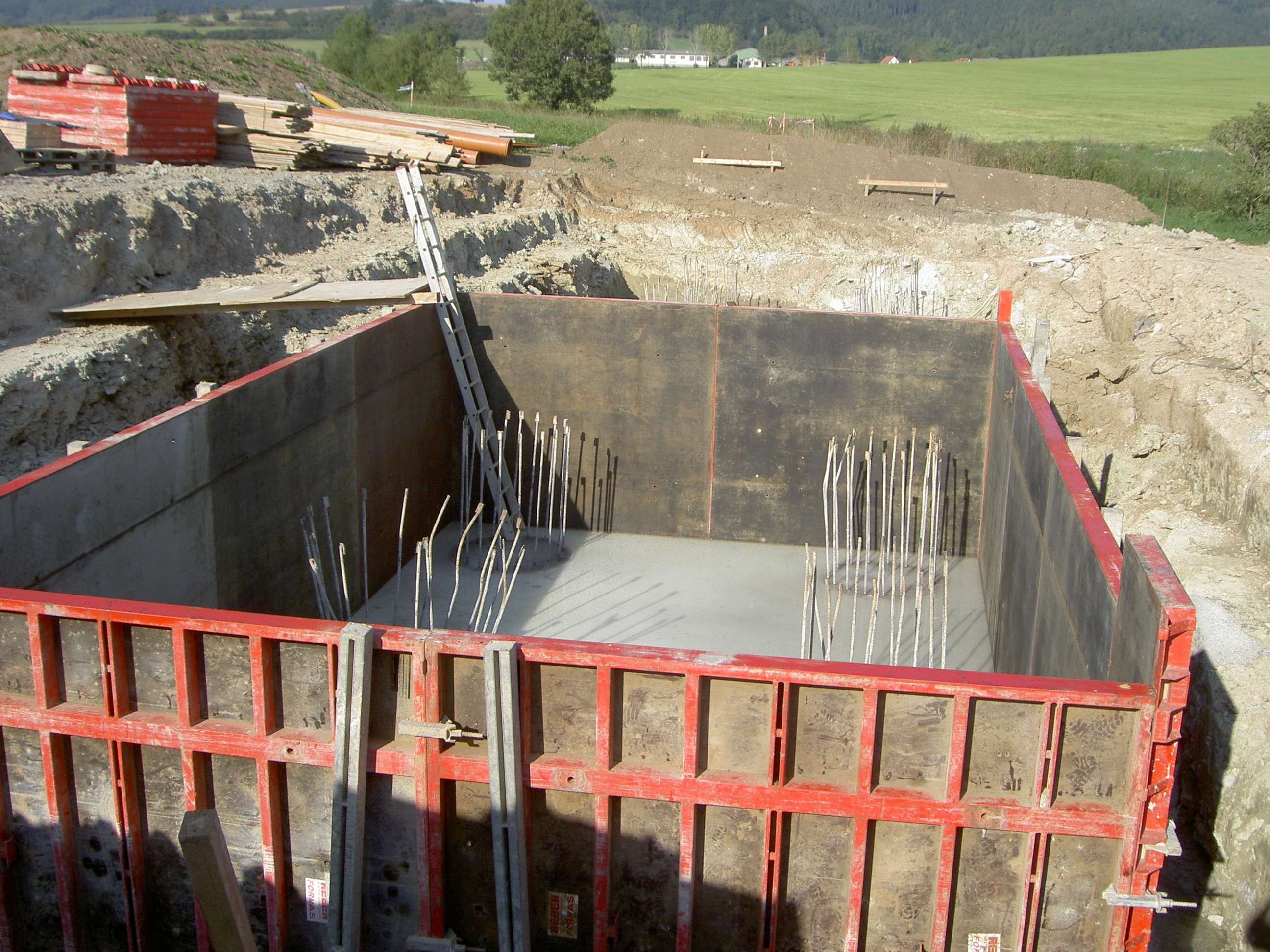
Stahlrahmenkonstruktion eines Pfahlkopffundamentes
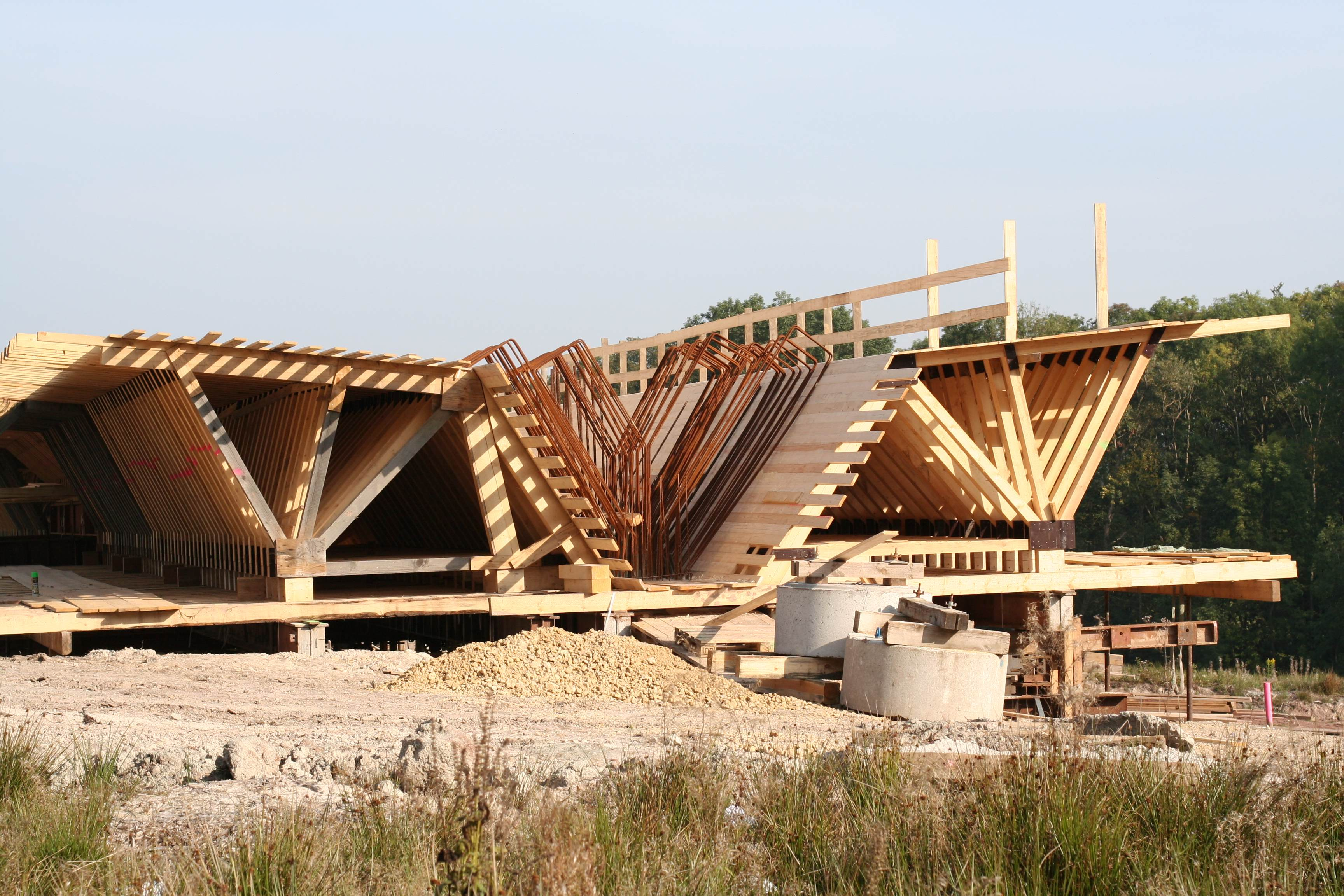
Rüstung des Brückenüberbaus
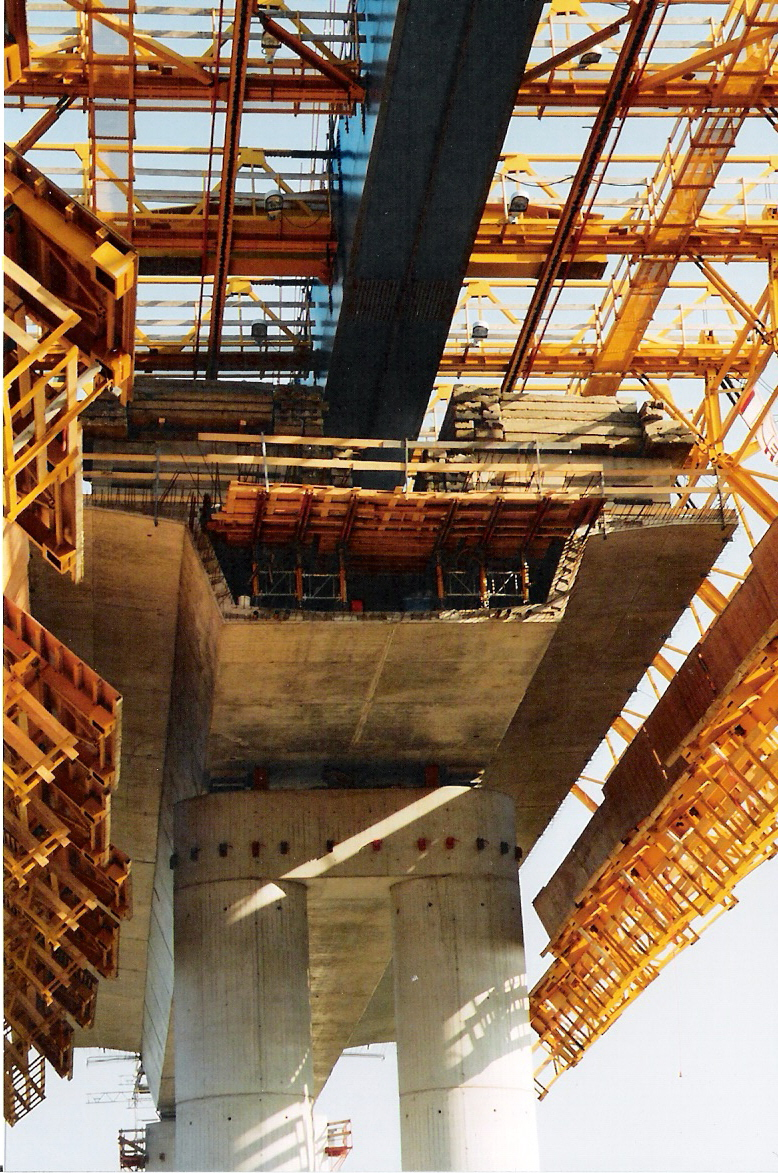
Aufgeklappte Brückenüberbauschalung mit Vorschubgerüst
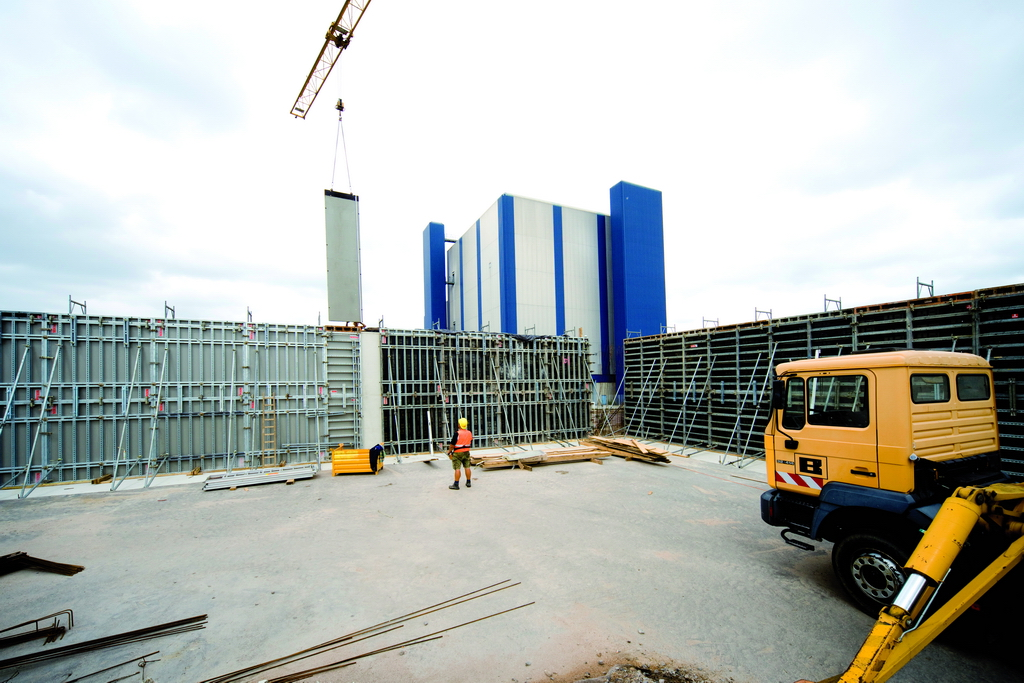
Großflächige Stahlrahmen-Rüstung, links mit einem Kunststoff-Schalbelag, rechts mit einem Sperrholz-Schalbelag
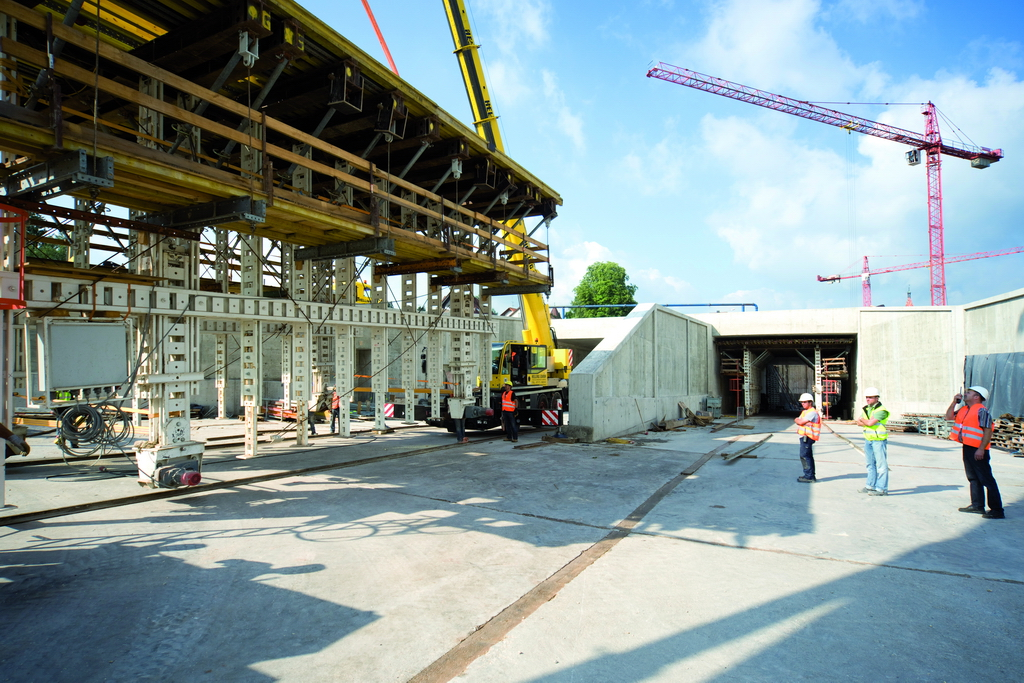
Gmünder Einhorn-Tunnel, Schalwagen für offene Tunnelbauweise am östlichen Portal
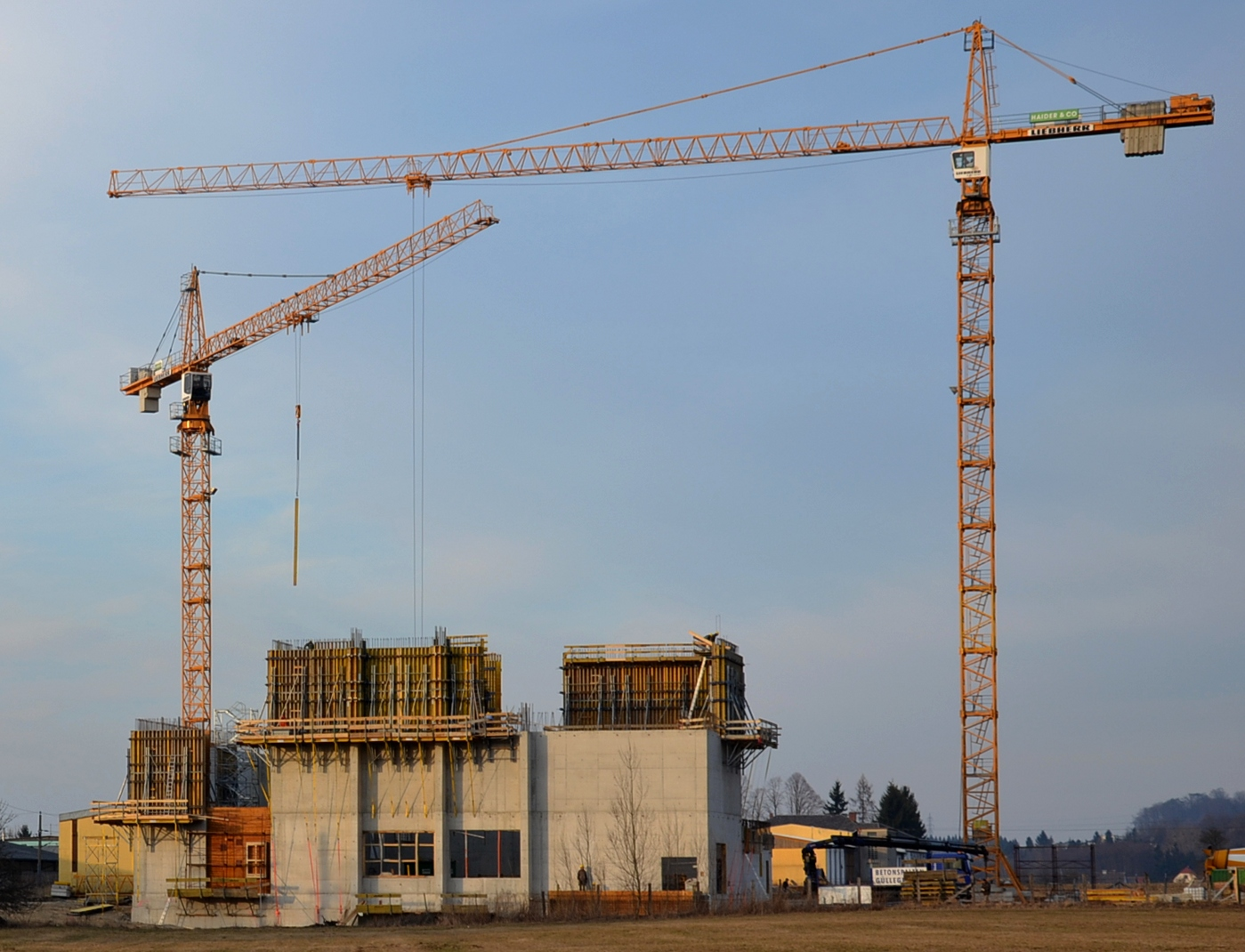
Kranabhängige Kletterschalung für den Bau von 25 Meter hohen Betonwänden

### Wandschalung
Sie besteht aus Holzplatten auf hölzernen Trägern oder Metall- bzw. Kunststoffelementen, welche die Tragkonstruktion, also das Traggerüst bilden. Meistens werden diese als Negativ im Abstand der Dicke der Wand gestellt und gegeneinander mit Schalungsankern verspannt. Man spricht dann von einer zweihäuptigen Wandschalung.
Eine einhäuptige Wandschalung kommt zum Einsatz, wenn aus Platzgründen die Bauhilfskonstruktion einer Wandseite nicht eingesetzt werden kann und z. B. gegen den Baugrubenverbau betoniert wird. Wenn, wie in diesem Fall, die Verankerung der Schalung an der gegenüberliegenden Seite nicht oder nur schwer möglich ist, muss der horizontale Frischbetondruck auf die einseitige Tragkonstruktion mit Stützböcken abgetragen werden.
Der Frischbetondruck, welcher auf die Rüstung wirkt, ist näherungsweise hydrostatisch, sofern die Steiggeschwindigkeit beim Betonieren langsam genug gewählt wird. Bei dem Verwenden von selbstverdichtendem Beton (SVB, englisch: SCC: „self compacting concrete“) ist immer der volle hydrostatische Druck anzusetzen. Der Betondruck kann bei einer Aluminium-Rahmenkonstruktion (per Hand umsetzbar) bis zu maximal 60 kN/m² und bei einer Stahlrahmen-Konstruktion (Hebezeug erforderlich) etwa 80 kN/m² betragen. Bei manchen mit dem Kran eingebrachten Systemrüstungen ist ein höherer Betondruck möglich.

### Einhäuptige (einseitige) Schalung

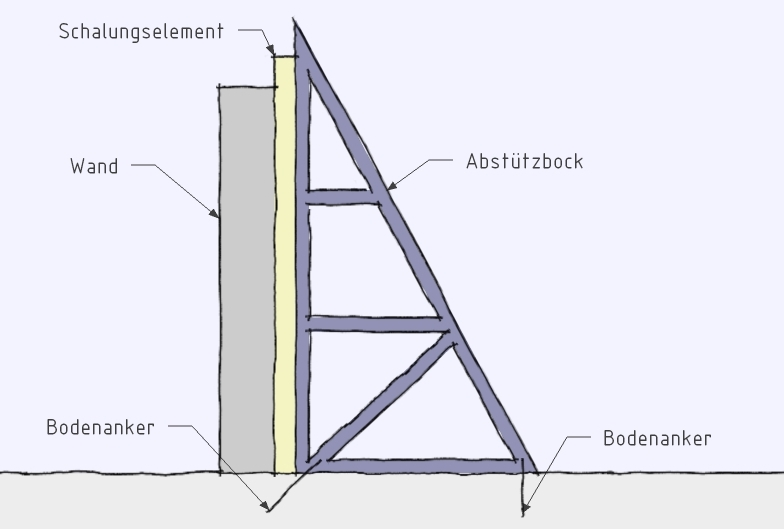
Schema einer einhäuptigen Schalung

Die umgangssprachlich als einhäuptige Schalung (auch ankerlose oder einhüftige Schalung) bezeichnete Konstruktion besteht aus einer schweren Traggerüstkonstruktion, die den gesamten Betondruck aufnehmen muss, und der Schalhaut, die die Tragkonstruktion bedeckt. Dieses Konstrukt wird bei der Herstellung von Stahlbetonbauteilen verwendet, die besonders massig oder nur von einer Seite zugänglich sind und damit ein Verspannen von gegenüberliegenden Elementen schwierig oder unmöglich ist.
Im Gegensatz zur zweihäuptigen Schalung werden bei der einhäuptigen Schalung die Rüstungen nur auf einer Seite des Bauteils angebracht. Eine Verankerung durch das Bauteil hindurch, wie bei der zweihäuptigen Schalung üblich, ist damit nicht möglich. Der beim Betonieren auf die Schalung wirkende Frischbetondruck muss über einen Abstützbock (auch A-Bock oder Stützbock genannt), der mit dem Untergrund verankert ist, abgetragen werden. Der Abstützbock besteht aus einer Fachwerkkonstruktion, die die Kräfte aus dem Frischbetondruck abträgt. Die Bodenverankerung ist notwendig, damit der Abstützbock nicht zusammen mit dem Schalelement zur Seite gedrückt wird.
Anzahl und Abstand der Abstützböcke hängen von der Größe des Frischbetondrucks ab. Um Absätze und Fugen zu vermeiden, müssen die Abstützböcke miteinander verschwertet, also verbunden werden.
Beispiele für den Einsatz von einhäuptigen Schalungen sind große Blockfundamente oder Kellerwände, die gegen eine Baugrubenwand betoniert werden. Durch den erhöhten Zeit- und Arbeitsaufwand sind einhäuptige Schalungen weniger wirtschaftlich.

### Stützenschalung
Stahlbetonstützen werden häufig aus industriell vorgefertigten Rahmenkonstruktionen erstellt. Zum Einsatz kommen Vielzweckelemente, die in einem Rastermaß von z. B. 5 cm geankert werden können. Verbreitet sind runde Stützenschalungen verschiedener Durchmesser (in Schrittweiten von 5 cm), deren Schalhaut etwa aus Stahl oder Pappe besteht. Runde Stützenschalungen zur Einmal-Verwendung werden auch mit Füllkörpern aus Styropor angeboten, um rechteckige Stützenquerschnitte gießen zu können.

### Balkenschalung (Unterzugschalung)
Die Schalung von liegenden Balken kann ähnlich der Wandschalung ausgeführt werden. Sie wird zur Erstellung von Unterzügen bzw. Überzügen oft zimmermannsmäßig hergestellt. Für Unterzüge werden auch vorgefertigte Rahmenkonstruktionen verwendet, die nahezu jeder Hersteller anbietet.

### Treppenschalung
Systemschalungselemente sind oft zu unflexibel, um sie zur Herstellung einer an den Baukörper angepassten Treppe verwenden zu können. Daher werden platzsparend eingefügte Treppen oft mit zimmermannsmäßig erstellter Schalung geschalt. Bei geradem Treppenverlauf sowie bei größeren Bauprojekten kann der Einsatz von Betonfertigteilen die wirtschaftlichere Lösung sein.

### Kletterschalung
Unterschieden wird zwischen kranabhängiger und kranunabhängiger Kletter-Umsetz-Schalung. Die kranunabhängige Kletter-Umsetz-Schalung wird als Selbstkletterschalung bezeichnet. Durch Hubvorrichtungen wird das Gerüst an Kletterschienen in den nächsten Betonierabschnitt versetzt. Es ist heute auch möglich, sämtliche Schalung und Gerüste eines gesamten Geschosses, zugleich nach oben in den nächsten Betonierabschnitt zu versetzen.
Bei kranabhängigen Kletter-Umsetz-Schalungen unterscheidet weiter zwischen geführter und ungeführter Kletter-Umsetz-Schalung. Geführt bedeutet, dass das Gerüst, auf dem die Schalung befestigt ist, an Führungsschienen mittels Kran nach oben gezogen wird. Eine ungeführte Kletter-Umsetz-Schalung wird komplett vom Bauwerk getrennt und im nächsten Betonierabschnitt mittels Kran eingehängt. Vorteil der geführten Kletter-Umsetz-Schalung ist die sichere Umsetzbarkeit auch bei Wind. Im Gegensatz zur Gleitschalung kann eine gleichmäßige Oberflächengüte eingehalten werden, doch ist der Baufortschritt langsamer.

### Gleitschalung
Gleitschalungen dienen der Errichtung hoher, turmartiger Bauwerke mit gleichförmigem Wandaufbau in einem kontinuierlichen Bauablauf. Der Gleitvorgang der Schalung erfolgt mit Kletterstangen, die in Abständen von zirka 1,80 m bis 2,30 m angeordnet sind und an denen die gesamte Schalungskonstruktion kontinuierlich hydraulisch hochgeschoben wird.
Die wiederkehrende Arbeitsabfolge besteht aus dem Herstellen von Aussparungen, Öffnungen und der Montage von Einbauteilen, dem Bewehren und dem Betonieren.
Der Beton, der abbindet, während die Schalung sich weiterhin hochschiebt, muss frühzeitig eine ausreichende Festigkeit entwickeln, um nach der automatisierten Ausschalung standfest zu sein. Die spezielle Betonrezeptur muss unter anderem an die Umgebungstemperatur angepasst sein.
Im Gegensatz zur Kletterschalung läuft der Herstellungsprozess beim Gleitbauverfahren kontinuierlich im 24-Stunden-Schichtbetrieb ab. Die sogenannten Gleit- oder Kletterschalungen sind zwingend auf Standsicherheit und Gebrauchstauglichkeit zu bemessen, weshalb diese den Traggerüsten zuzuordnen sind.
Die entscheidenden Vorteile der Gleitschalung gegenüber Kletterschalungssystemen sind der schnelle Baufortschritt, eine ankerlose, homogene, gleichmäßige Betonoberfläche ohne sichtbare Stöße durch Arbeitsfugen sowie der wirtschaftliche Einbau von Beton und Bewehrung. Von Nachteil sind der notwendige 24-Stunden-Schichtbetrieb, aufwändige Bewehrungseinbauten, da die Bewehrung die Schalung nicht kreuzen kann, sowie eine eingeschränkte Oberflächenqualität des Betons.
Gleitschalungen werden auch bei gleichförmigen horizontalen Betonbauwerken verwendet, zum Beispiel bei Betonstraßen und Betonschutzwänden.

### Verlorene Schalung
Eine „Verlorene Schalung“ ist eine Schalung, die nach dem Betonieren und Aushärten des Betons nicht entfernt wird. Demontage, Reinigung und Abtransport entfallen. Schalungsarbeiten in Bereichen wie schwer zugänglichen Fundamenten lassen sich so rationalisieren. Verlorene Schalung aus leichten Werkstoffen kann gleichzeitig der Bauteildämmung dienen.
Speziell Deckenrandschalung, Ringankerschalung, Unterzugschalung, Sturzkastenschalung, Fundamentschalung und inzwischen auch Bodenplattenschalung für den Wohnungs- und Industriebau werden als industriell gefertigte Serienprodukte angeboten.
Im Brückenbau werden in Deutschland außer bei Verwendung von Stahlbeton-Halbfertigteilen keine verlorenen Schalungen mehr eingesetzt, da sie sich als schadensanfällig erwiesen haben. Sie wurden während des Betonierens häufig eingedrückt oder schwammen auf. Heute gilt es im Brückenbau als Standard, dass alle Betonflächen inspizierbar sein müssen, um Schäden durch Risse und Korrosion der Bewehrung frühzeitig und sicher erkennen zu können.

#### Verlorene Schaumpolystyrol-Schalung
Im Gebäudebau erlebt die verlorene Schalung im Niedrigenergiesektor eine Renaissance. Ein Baukastensystem ermöglicht nach dem Lego-Prinzip den leichten Aufbau durch das Zusammenrasten der Schalungskörper, die dann mit Beton verfüllt werden. Die Schalung dient nach dem Abbinden des Betons als Wärmedämmung und schützt den tragenden Betonkern vor der Witterung. Problematisch kann die Entstehung von Hohlräumen beim Eingießen des flüssigen Betons sein, da Außen- und Innenflächen der Schalungskörper über angeformte Stege verbunden sind, die Hindernisse beim Ausfüllen des Hohlraums darstellen.

### Aufblasbare Schalung
Aufblasbare Hohlkörper dienen der Herstellung kompakter, ausgerundeter Hohlräume. Häufig werden Schläuche eingesetzt, die während des Betonierens am Boden befestigt sein müssen, um nicht aufzuschwimmen. Nach dem Aushärten des Betons wird die Luft aus dem Hohlkörper gelassen und er kann herausgezogen werden. Aufgrund geringer Maßhaltigkeit werden aufblasbare Schalungen selten eingesetzt.

### Rahmenschalung

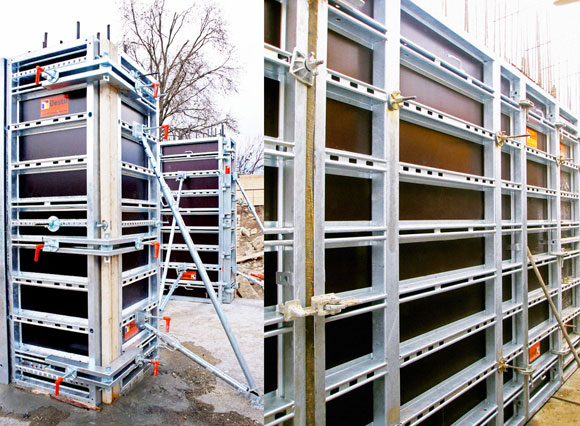
Wandrahmenschalung

Rahmenschalungen sind Wandschalungssysteme, bei denen die Schalungselemente aus werkseitig verschweißten Rahmen bestehen, auf denen der Schalbelag (Sperrholz oder Kunststoff) befestigt ist. Rahmenschalungen gibt es mit Stahl- oder Aluminiumrahmen.

### Trägerschalung
Die Trägerschalung ist ein Bauhilfsmittel, das ingenieurmäßig entworfen und bemessen wird und somit den Traggerüsten zugeordnet werden muss. Die Trägerschalung besteht aus der Schalhaut, die an einem Traggerüst befestigt wird. Sie wird zur Herstellung von freitragenden oder großformatigen Wänden, Stützen oder Decken eingesetzt. Das Traggerüst wird oft aus hölzernen Fachwerkträgern gebildet, welche durch senkrecht dazu verlaufende stählerne Gurtungen ausgesteift werden.

## Oberflächen

### Trennmittel
Um das einwandfreie Lösen der Schalhaut von der Betonoberfläche sicherzustellen, wird die Schalung mit Trennmitteln („Schalöl“) vorbehandelt. Die Trennmittel sind meistens Öle, die aufgesprüht werden. Dieses ist besonders bei Sichtbeton notwendig, aber auch bei mehrfachem Einsatz der Schalhaut wichtig.

### Sichtbetonschalung
Bei Sichtbetonschalungen bestehen besondere Anforderungen an die Oberfläche. Zum Vermeiden von Färbungen des Betons durch anhaftende Produktionsrückstände, sollten die verwendeten Schalbretter bereits einmal benutzt worden sein. Alternativ können sie gründlich gereinigt oder mit Zementmilch vorgestrichen werden. Eingesetzt werden auch Schaltafeln mit säugfähigen Belägen, welche die ungleichmäßige Ansammlung von Feuchtigkeit vermeiden sollen.

### Strukturschalung

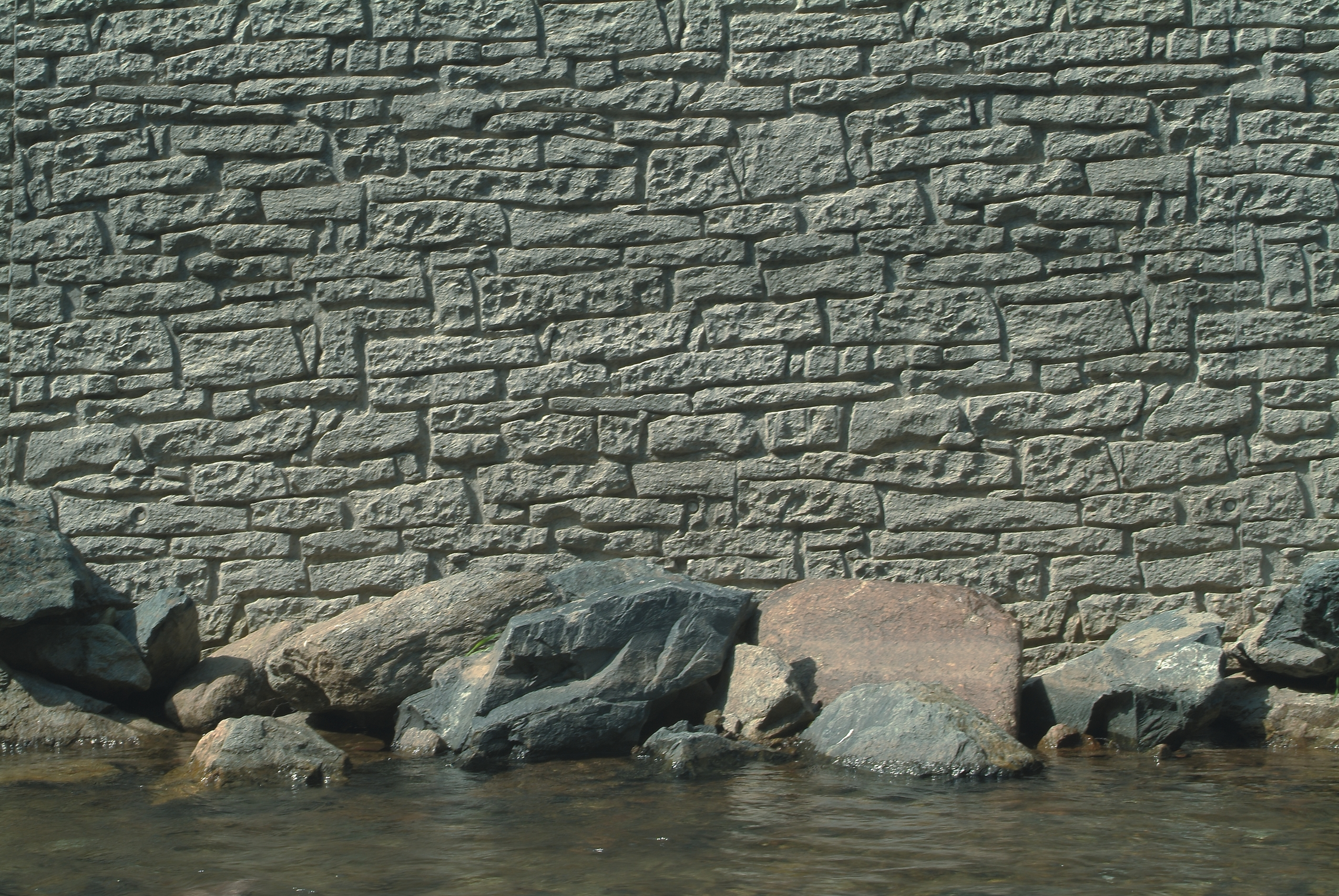
Stützmauer, betoniert mit einer Strukturmatrize

Strukturschalung ist eine besondere Art der Sichtbetonschalung zur Herstellung von Strukturbeton. Die Schalung kann im einfachsten Fall aus hölzernen Brettern bestehen, die dann auf der Sichtfläche des Bauwerks die Holzmaserung als Abdruck hinterlassen. Anspruchsvollere strukturierte Betonoberflächen jeglicher Art lassen sich auch mit Strukturmatrizen aus Polyurethan erzielen. Einsetzbar sind die Matrizen im Ortbetonbau und im Betonfertigteilwerk. Die Strukturmatrizen werden dabei in der Regel auf eine Vorsatzschalung aufgeklebt. Beim nur einmaligen Einsatz kann die Strukturmatrize auch auf die Vorsatzschalung aufgenagelt werden. Ist die Aushärtung des Sichtbetons abgeschlossen, erhält man nach dem Ausschalen eine entsprechend strukturierte Betonoberfläche.
Die Qualität der im Sichtbeton nach Fertigstellung dargestellten Strukturdetails unterliegt:
1. der Qualität und der Einhaltung der vorgesehenen Einsatzzyklen der Strukturmatrize (entsprechend der Arbeits- und Verwendungsanweisung)
2. dem sauberen Arbeiten bei der Beschalung mit der Strukturmatrize (Aufkleben, gleichmäßiges Aufbringen von Trennmittel, Matrizenreinigung beim Mehrfacheinsatz etc.)
3. der Verwendung von bewährten Sichtbeton-Mischungen, die bei Strukturmatrizen herstellerseitig empfohlen werden
4. dem witterungsbedingten Abbindeverhaltens des Betons, der Schnelligkeit der Verfüllung der Schalung sowie der Dauer des Rüttelns bzw. Entlüftens
5. der Wetterlage beim Betonieren und Aushärten (Trockenheit und gleichbleibend hohe Temperaturen ab 18 °C begünstigen ein qualitativ hochwertiges Ergebnis)
6. dem fachmännischen Ausschalen.

## Hersteller von Schalungssystemen
Bekannte Hersteller von Schalungssystemen sind beispielsweise Doka Schalungstechnik, Hünnebeck Deutschland GmbH (ehemals Harsco), MEVA Schalungs-Systeme, NOE-Schaltechnik, PASCHAL oder Peri.

## Bilder

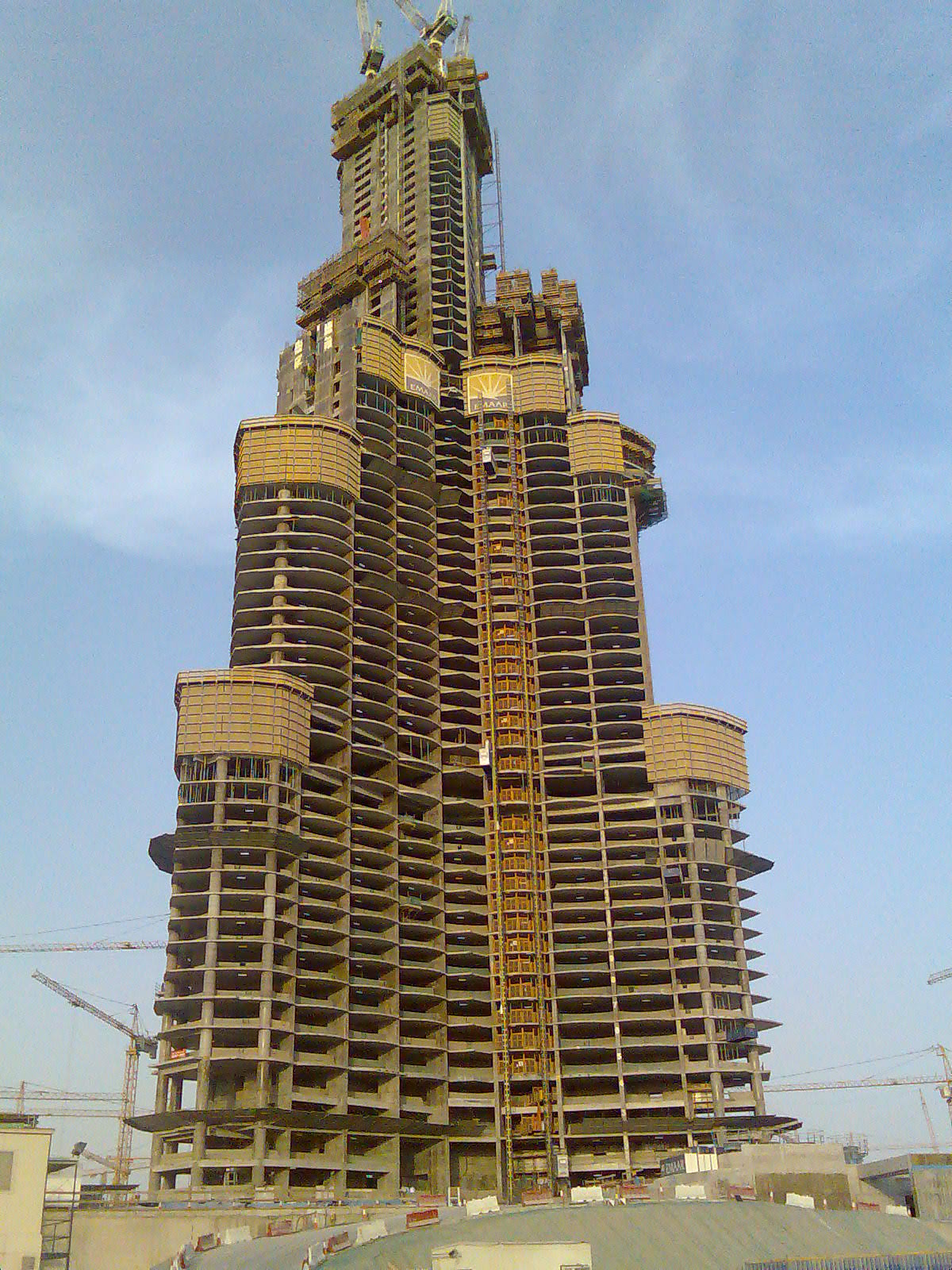
Selbstkletterschalung beim Bau des Burj Khalifa, Dubai, Vereinigte Arabische Emirate
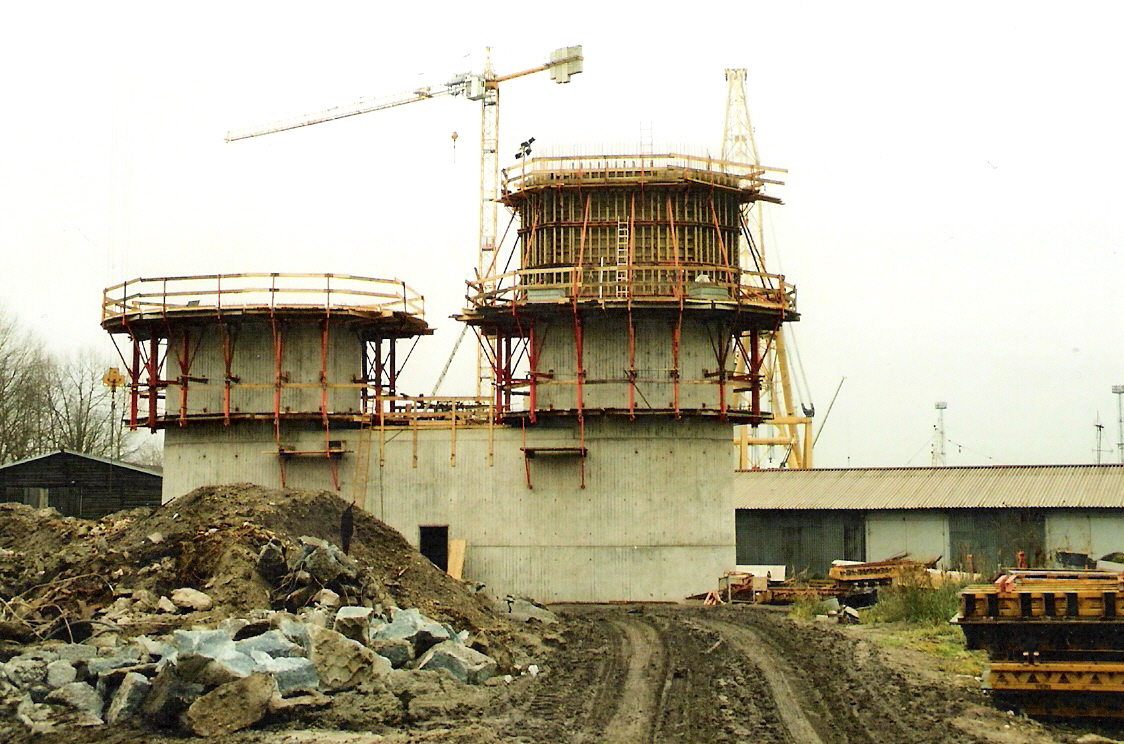
Kletterschalung (Rügenbrücke)
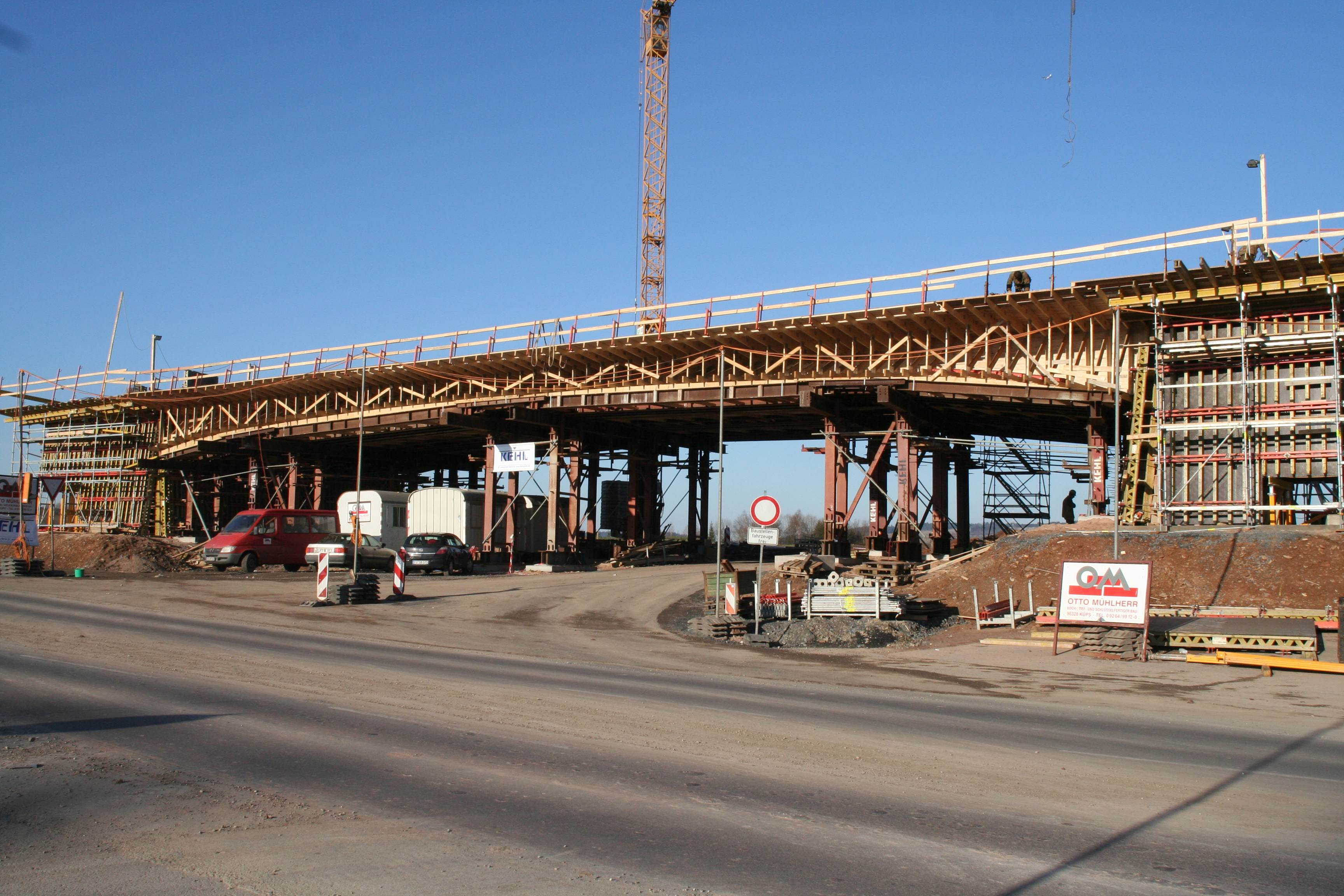
Spannbetonbrücke mit Lehrgerüst komplett in Schalung (A 73 AS Rödental)
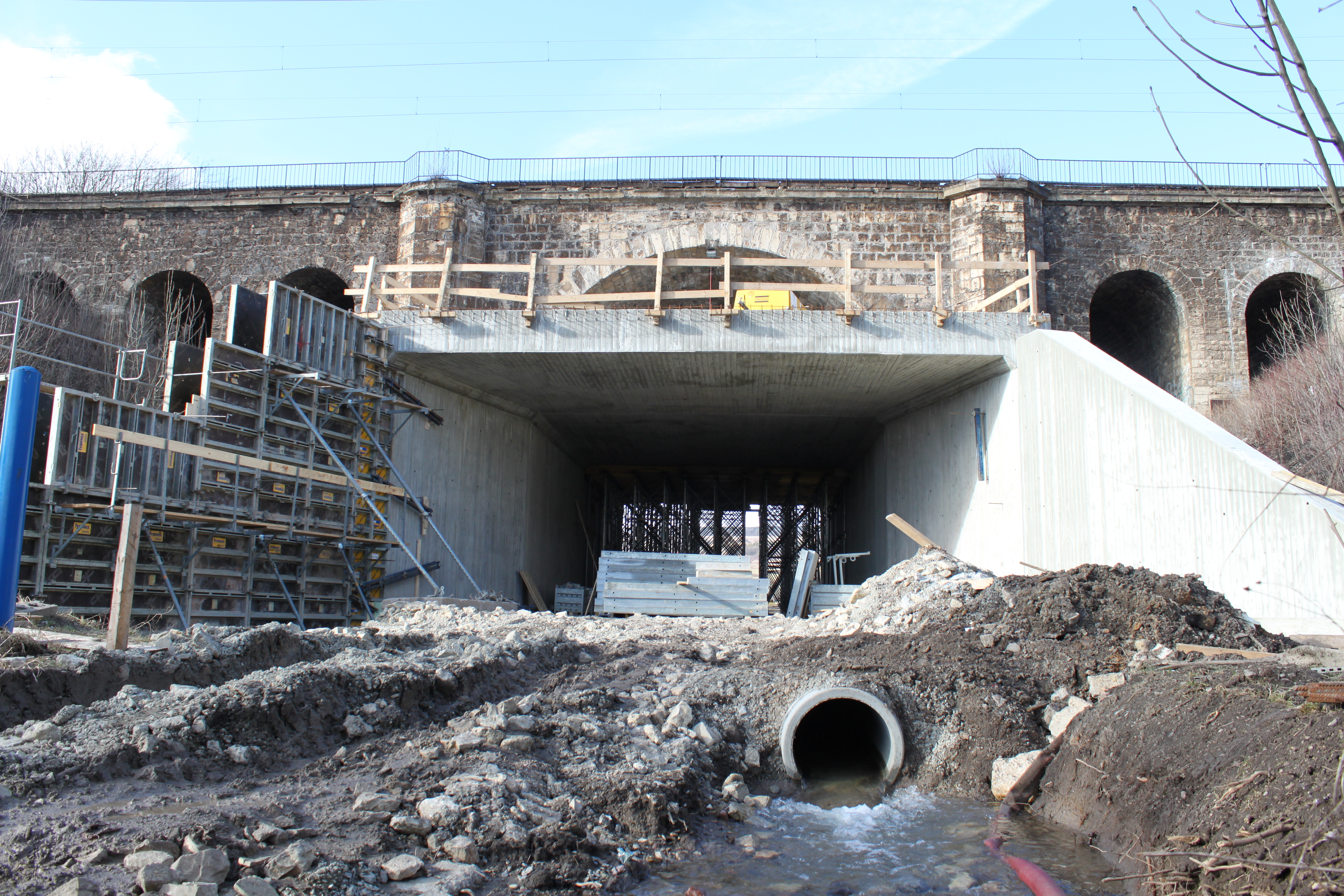
Links ist eine Flügelwand in eingeschaltem Zustand zu sehen, rechts betoniert und ausgeschalt.